# グリンカムビ

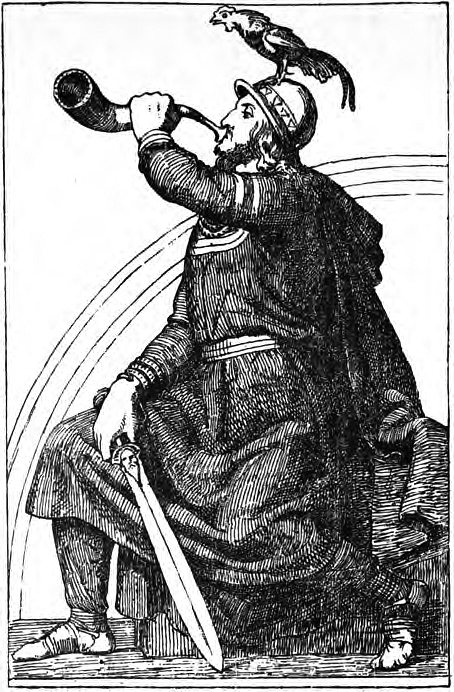
デンマークの画家ヨハン・トマス・ロンビューが描いたヘイムダルは、頭の上にグリンカムビとおぼしき雄鶏を乗せている。（1907年）

グリンカムビまたはグッリンカンビ（古ノルド語: Gullinkambi。「金の鶏冠」の意）は北欧神話に登場する鶏。世界樹ユグドラシルの上にとまっており、毎朝ヴァルハラの英雄達を目覚めさせるために時を作っている。グリンカムビについては主に『巫女の予言』で語られている。

## 神話
グリンカムビはラグナロク（神々の黄昏）へ至る流れの中で登場する。グリンカムビは毎朝エインヘリャル達に向けて時を作っているが、ラグナロクの訪れが近づいた時には同じようにして神々に向けて時を作り、警告を与える。また、同じ時に「鳥の森」にいる赤い雄鶏フィアラル(Fjalar)はヨトゥンヘイムの巨人たちに向けて、「赤茶けた雄鶏」はヘルの死者達に向けてそれぞれ同様に警告を与える。